# 비세이정
비세이정(美星町)은 오카야마현 남서부에 있던 정이다.  오카야마현 남서부에 있던 정이다. 덴모가의 사이에서는 일본에서 처음으로 광해방지조례시행을 실시한 거리로 알려졌다. 현재는 이바라시에 편입해, 정사무소는 이바리 시청은 비세이
지소가 되어있다. 이바리시에 편입되었지만 야카케정으로의 통근 통학이 많아 쇼핑도 야카케정으로 가는 경우가 많다. 또 소방, 경찰, 우편 등도 야카케정의 기관이 관할하고 있다.

## 지리
비 고원의 남부에 위치하며 평균 해발 300m의 준고원 지대를 이루고 있다.낙농 등을 중심으로 한 농업이 활발하다

## 역사
- 1954년 6월 1일 - 오다군 미야마촌, 사카이촌, 우토촌, 가와카미군 히사토촌의 4촌이 합병해 정으로 승격해 정명은 정의 동네를 흐르는 미야마강과 호시다강의 문자를 따서 비세이정이라고 이름이 붙여졌다. 출범시 인구는 10,788명이였다.
- 1985년 - 마을 주민의 모범이 되는 뛰어난 기록을 가진 사람을 마을 주민 챔피언으로서 인정해 인정증과 방패를 주는 「번영 조례」를 제정.'패밀리 나이 챔피언' '커플 나이 챔피언' '만작 챔피언' '자보 챔피언' '헌혈 챔피언' '동물 사육 챔피언' '유단자 챔피언' 등 7개의 '동네 주민 챔피온'이 존재하였다.
- 2005년 3월 1일 - 시쓰키군 요시이정과 함께 이바리시에 편입되어 소멸하였다.

## 교통

### 도로
- 국도 제313호선 (일본)(일본어판)